# Curgy
Curgy este o comună în departamentul Saône-et-Loire, Franța. În 2009 avea o populație de 1.108 de locuitori.

## Evoluția populației
| An        | 1975 | 1982 | 1990  | 1999  | 2006  | 2009  |
| --------- | ---- | ---- | ----- | ----- | ----- | ----- |
| Populație | 913  | 927  | 1.040 | 1.137 | 1.139 | 1.108 |